# 1000の小説とバックベアード
『1000の小説とバックベアード』（せんのしょうせつとバックベアード）は、佐藤友哉の長編小説。2006年（平成18年）に『新潮』12月号に掲載され、翌2007年3月に新潮社より単行本が刊行された。第20回三島由紀夫賞受賞。2008年大学読書人大賞2位。（ISBN 978-4-10-452502-7）

## 概要
この小説は、特定の個人に向けて、集団作業で物語を完成させる「片説家」という、「小説家」とは似て非なる架空の職業をクビになった主人公が、謎の人物から小説の執筆依頼をうけ、小説家を目指す物語である。といっても、決して自然主義リアリズムの側に立った小説（いわゆる私小説など）ではなく、あくまで佐藤の出自である新本格ミステリの体裁を取った小説である。

## 評価
三島賞では宮本輝をのぞく4人の選考委員の票を集め、受賞を決めた。選評では「文学史に対する向かい方が稚拙」「従来の文学に対する素養が乏しい」と純文学の評価としては散々なものであったが、一方で純文学、ミステリ、ライトノベルといったジャンルの壁を越える自由さと新しさが評価され、受賞へ至った。

## ストーリー
「小説」ならぬ「片説」を集団作業で作成する会社「ティエン・トゥ・バット」を27歳の誕生日にクビになった木原は、一切の文章を創出する能力と、一切の文字を理解する能力の喪失に気付く。そんな中、配川ゆかりと名乗る人物から小説の執筆を依頼される。「ティエン・トゥ・バット」の執筆した片説を読み失踪した配川ゆかりの妹、つたえの行方を探す依頼を探偵・一之瀬にする一方で、小説の執筆を開始する。
小説の執筆に行き詰まった木原は、文豪の御用達山の上ホテルに宿を取り「缶詰」を自らに課すが、相変わらずいっこうに原稿は進まない。そんな中、配川が妹から送られてきたというDVDを持ち木原を訪ねてくる。送られてきたDVDは見たものを衝撃的な喜怒哀楽と性的快感を与えるもので、それは『日本文学』が作成したものであった。後日、DVDを見た一之瀬の作戦により、手がかりを得るためティエン・トゥ・バットを狂言襲撃することとなる。
その後、自宅で片説家を名乗る謎の男に襲撃を受けた木原は、執筆に集中するためビジネスホテルへ逃亡するが、あっけなく発見され、オールデンの革靴をはいた男に拉致され、バックベアードが支配する図書館に軟禁される。

## 登場人物
木原
片説家を首になった男。小説の執筆と配川つたえの行方を追う上で奇妙な冒険をすることとなる。
配川ゆかり
木原に小説の執筆を依頼する謎の人物。
一之瀬
探偵。
配川つたえ
ゆかりの失踪した妹。
バックベアード
京王プラザホテルの地下に図書館を築き、木原達「失格者」を軟禁する。